# Louis Herthum
Louis Herthum (Baton Rouge, 5 luglio 1956) è un attore e produttore cinematografico statunitense.

## Biografia
Nativo di Baton Rouge, in Louisiana, inizia la sua carriera verso la fine degli anni settanta, lavorando in teatro. Nel 1982 si trasferisce a Los Angeles per intraprendere la carriera da attore e per tutto il decennio si divide tra teatro, cinema, episodi televisivi e spot pubblicitari.
Nel 1991, dopo numerosi ruoli minori da guest star, entra nel cast della longeva serie televisiva La signora in giallo, al fianco di Angela Lansbury, dove, fino al 1996, interpreta il ruolo dell'agente Andy Broom. Terminata la sua esperienza ne La signora in giallo si dedica alla produzione, fondando una sua casa di produzione chiamata Ransack Films, con base a Baton Rouge, con cui ha prodotto documentari e film, tra cui il suo primo film da protagonista Favorite Son e pluripremiato thriller Red Ridge.
Negli ultimi anni ha recitato in film come Il curioso caso di Benjamin Button, Colpo di fulmine - Il mago della truffa, Tekken e L'ultimo esorcismo. Nel 2012 ha preso parte alla quinta stagione di True Blood, nel ruolo del lupo mannaro JD Carson.
Herthum è inoltre fondatore e amministratore delegato di LocationTalent.com, un database globale che offre a persone talentuose di creare un profilo, mettendosi a disposizione di talent scout alla ricerca di persone con un talento specifico in una specifica area geografica.

## Filmografia

### Attore

#### Cinema
- Giocattolo a ore (The Toy), regia di Richard Donner (1982) - non accreditato
- Favorite Son, regia di Steven Esteb (1997)
- The Ghost, regia di Douglas Jackson (2001)
- The Rain Makers, regia di Ray Ellingsen (2005)
- Red Ridge, regia di Damian Skinner (2006)
- Nola, regia di Harold Sylvester (2006)
- Road House - Agente antidroga (Road House 2: Last Call), regia di Scott Ziehl (2006)
- The Mist, regia di Frank Darabont (2007) - non accreditato
- Living Proof - La ricerca di una vita (Living Proof), regia di Dan Ireland (2008)
- American Violet, regia di Tim Disney (2008)
- Il curioso caso di Benjamin Button (The Curious Case of Benjamin Button), regia di David Fincher (2008)
- Colpo di fulmine - Il mago della truffa (I Love You Phillip Morris), regia di Glenn Ficarra e John Requa (2009)
- In the Electric Mist - L'occhio del ciclone (In the Electric Mist), regia di Bertrand Tavernier (2009)
- Open Road - La strada per ricominciare (The Open Road), regia di Michael Meredith (2009)
- 12 Round (12 Rounds), regia di Renny Harlin (2009)
- Tekken, regia di Dwight H. Little (2010)
- L'ultimo esorcismo (The Last Exorcism), regia di Daniel Stamm (2010)
- The Last Exorcism - Liberaci dal male (The Last Exorcism Part II), regia di Ed Gass-Donnelly (2013)
- Sei ancora qui - I Still see You (I Still see You), regia di Scott Speer (2018)
- L'esorcismo di Hannah Grace (The Possession of Hannah Grace), regia di Diederik van Rooijen (2018)
- City of Lies - L'ora della verità (City of Lies), regia di Brad Furman (2018)

#### Televisione
- La signora in giallo (Murder, She Wrote) – serie TV, 25 episodi (1989-1996)
- The Tomorrow Man, regia di Bill D'Elia – film TV (1996)
- Mr. Chapel (Vengeance Unlimited) – serie TV, 2 episodi (1998)
- JAG - Avvocati in divisa (JAG) – serie TV, 3 episodi (2001-2003)
- Breaking Bad – serie TV, 1 episodio (2010)
- The Gates – serie TV, 1 episodio (2010)
- The Defenders – serie TV, 1 episodio (2010)
- The Mentalist – serie TV, 1 episodio (2011)
- CSI - Scena del crimine (CSI: Crime Scene Investigation) – serie TV, 1 episodio (2011)
- Criminal Minds – serie TV, 1 episodio (2011)
- NCIS - Unità anticrimine (NCIS) – serie TV, episodio 9x02 (2011)
- CSI: Miami – serie TV, 1 episodio (2011)
- True Blood – serie TV, 7 episodi (2012)
- Longmire – serie TV, 7 episodi (2012-2014)
- CSI: NY – serie TV, 1 episodio (2012)
- Revenge – serie TV, 1 episodio (2013)
- Stalker – serie TV, 1 episodio (2014)
- Sleepy Hollow – serie TV, 1 episodio (2014)
- True Detective – serie TV, 1 episodio (2014)
- Justified - L'uomo della legge – serie TV, 1 episodio (2015)
- Westworld - Dove tutto è concesso (Westworld) – serie TV, 9 episodi (2016-2018)
- Narcos - serie TV, episodio 3x03 (2017)
- Lucifer – serie TV, 1 episodio (2018)
- FBI: Most Wanted - serie TV, 1 episodio (2020)
- Inverso - The Peripheral (The Peripheral) – serie TV, 6 episodi (2022)
- The Night Agent – serie TV, (2023)

### Produttore
- Favorite Son, regia di Steven Esteb (1997)
- The Ghost, regia di Douglas Jackson (2001)
- The Rain Makers, regia di Ray Ellingsen (2005)
- Red Ridge, regia di Damian Skinner (2006)
- Nola, regia di Harold Sylvester (2006)

## Doppiatori italiani
Nelle versioni in italiano delle opere in cui ha recitato, Louis Herthum è stato doppiato da:
- Francesco Prando in FBI: Most Wanted, Inverso - The Peripheral, The Night Agent
- Angelo Maggi ne L'ultimo esorcismo, The Last Exorcism - Liberaci dal male
- Roberto Certomà ne La signora in giallo (ep. 8x04, 9x02), Breaking Bad
- Alberto Angrisano ne La signora in giallo (ep. 9x09, 9x11, 9x17, 10x03), NCIS - Unità anticrimine
- Carlo Valli in CSI: Miami, What/If
- Saverio Indrio in CSI - Scena del crimine, The Mentalist
- Nino D'Agata ne La signora in giallo (ep. 8x12, 8x21, 9x22, 10x08, 10x14, 10x18, 10x21, st. 11-12)
- Marco Mete in Sei ancora qui - I Still see You
- Mario Cordova in Westworld - Dove tutto è concesso
- Pierluigi Astore in True Blood
- Sergio Lucchetti in Longmire
- Rodolfo Bianchi in True Detective
- Roberto Draghetti in CSI: NY
- Paolo Marchese in Revenge
- Mauro Gravina in City of Lies - L'ora della verità
- Stefano Benassi in Narcos
- Stefano Thermes in Lucifer
- Luca Dal Fabbro in Hawaii Five-0
- Pasquale Anselmo ne L'esorcismo di Hannah Grace
- Paolo Maria Scalondro in All Rise